# Xa lộ Liên tiểu bang 19
Xa lộ Liên tiểu bang 19 (tiếng Anh: Interstate 19 hay viết tắt là I-19) là xa lộ liên tiểu bang nội tiểu bang nằm hoàn toàn bên trong tiểu bang Arizona. I-19 chạy từ thành phố Nogales, khoảng chừng 1.500 foot (460 m) từ biên giới Hoa Kỳ/México đến thành phố Tucson tại Xa lộ Liên tiểu bang 10. Với tổng chiều dài trên 63 dặm (101 km), I-19 là xa lộ liên tiểu bang chính yếu (mã số có 2 chữ số) ngắn thứ hai trong 48 tiểu bang nội địa Hoa Kỳ. Ngắn nhất là Xa lộ Liên tiểu bang 97.
Mặc dù ngắn nhưng nó là một hành lang xa lộ rất quan trọng, phục vụ như một xa lộ nhanh nhất đi từ thành phố Tucson và Phoenix (qua ngã I-10) đến biên giới Mexico. Xa lộ này là một phần của đoạn đường đi qua Hoa Kỳ thuộc Hành lang CANAMEX, một hành lang thương mại kéo dài lên phía bắc từ México qua Hoa Kỳ đến tỉnh bang Alberta của Canada.

## Mô tả xa lộ
Tại Nogales, điểm đầu phía nam của I-19 nằm tại Phố West Crawford gần kề cửa khẩu quốc tế. Người lái xe đi chiều hướng nam có thể tiếp tục đi vào thành phố Nogales của México qua ngã các lộ do tiểu bang bảo trì và kết nối với Xa lộ Liên bang Mexico 15 để đến phía nam hay phía tây của Nogales.
Bắc đầu từ điểm phía nam tại mốc cây số 0, I-19 ban đầu chạy theo hướng nam một khoảng rất ngắn rồi quay sang hướng tây trên các đường phố của thành phố Nogales khoảng 0,2 dặm (0,32 km) trước khi trở thành xa lộ cao tốc theo chuẩn xa lộ liên tiểu bang và rồi quay lên hướng bắc về phía thành phố Tucson. Nó có các nút giao thông lập thể với hai xa lộ tiểu bang khác gần đầu phía nam: Xa lộ Tiểu bang Arizona 189 (SR 189) tại lối ra 4 và Xa lộ Tiểu bang Arizona 289 (SR 289) tại lối ra 12. Nút giao thông lập thể với SR 189 tại lối ra 4 phục vụ như một nơi điều hợp lưu thông thí dụ như để đi tránh bên ngoài thành phố Nogales của Arizona (Hoa Kỳ) và Nogales của Sonora (Mexico) cho những người lái xe đi đến hay đi từ thành phố Hermosillo hay Thành phố Mexico. Nút giao thông này cũng cung cấp dòng lưu thông liên tục gồm các xe tải đi qua Cảng cửa khẩu Mariposa lớn hơn để đi đến Xa lộ Liên bang Mexico 15. Điểm đầu phía bắc của xa lộ 15 nằm tại biên giới Hoa Kỳ-Mexico. Xa lộ Tiểu bang Arizona 189 và điểm đầu phía nam của nó nằm cách Thành phố Mexico khoảng 2.179 kilômét (1.354 mi). Sau khi rời thành phố Nogales (Hoa Kỳ) đi lên phía bắc, I-19 đi gần và đi quanh một loạt của thị trấn thưa người và cộng đồng hồi hưu dọc theo bờ Sông Santa Cruz trong đó có Rio Rico, Tubac, Amado, Green Valley, và Sahuarita. Khoảng vài dặm gần Amado và Green Valley, các quan cảnh ở chiều hướng đông từ I-19 cung cấp những cảnh quang đẹp về Hẻm núi Madera và Dải núi Santa Rita trong Rừng Quốc gia Coronado.

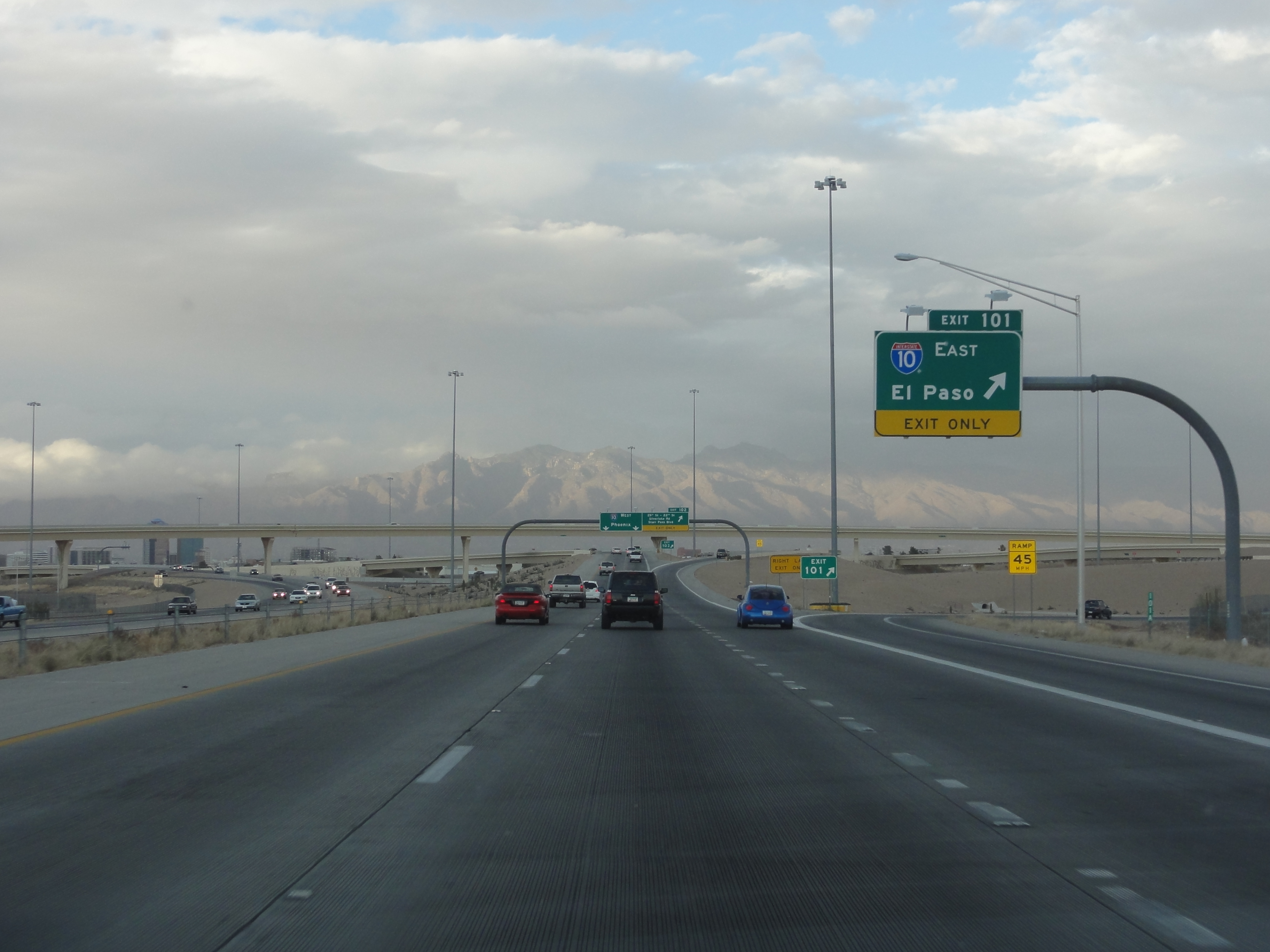
I-19 chiều hướng bắc tại Nút giao thông lập thể I-10; đường chân trời phố chính thành phố Tucson có thể nhìn thấy bên tay trái.

Ngay trước khi vào thành phố Tucson, I-19 đi qua khu phía đông của Khu dành riêng cho người bản thổ Mỹ San Xavier nơi xa lộ đi qua Sông Santa Cruz. Khi I-19 đi vào địa giới thành phố Tucson, nó có một nút giao thông lập thể tại Xa lộ Tiểu bang Arizona 86 tại lối ra 99 trước khi đến điểm đầu phía bắc tại nơi giao cắt với I-10.